# Drentse Golfclub De Gelpenberg
Drentse Golfclub de Gelpenberg is een Nederlandse golfclub in Aalden in Drenthe.
DGC "De Gelpenberg" werd opgericht in 1970 en is daarmee de oudste golfclub in Drenthe. De golfbaan is in 1971 geopend door Prins Claus. De baan heeft 18 holes en is aangelegd in een omgeving die bestaat uit bos en heide. De oorspronkelijke 9 holes zijn ontworpen door Frank Pennink, de uitbreiding naar 18 holes in 1992 is van de hand van Donald Steel en de renovatie en integratie van "oud" en "nieuw" is gedaan door Frank Pont. De baan is daarmee landschappelijk en speltechnisch naar een hoger plan gebracht. 